# ژان دو بکر
ژان دو بکر (فرانسوی: Jean de Backer‎) بازیکن واترپلو اهل بلژیک است.
وی در مسابقات کشوری و بین‌المللی در مجموع برندهٔ ۱ مدال نقره شده‌است.